# バンヌー宣言
バンヌー宣言（バンヌーせんげん、英語: Bannu Resolution、パシュトー語: د بنو فیصله）、ないし、パシュトゥーニスタン宣言（Pashtunistan Resolution、パシュトー語: د پښتونستان قرارداد）は、1947年6月21日に当時のイギリス領インド帝国北西辺境州、後のパキスタンのカイバル・パクトゥンクワ州に位置するバンヌ（バンヌー）でパシュトゥーン人の民族主義（ナショナリズム）運動家たちが採択した正式な政治宣言。この宣言は、イギリスに対して、インド連邦とパキスタンという二つの自治領（ドミニオン）だけの独立ではなく、イギリス領インド帝国領内のすべてのパシュトゥーン人の領域からなるパシュトゥーニスタンの独立を求めた。しかし、イギリス当局は、この要求を拒み、北西辺境州の人々もパキスタンに参加することを1947年7月の北西辺境州住民投票で決した。バチャ・カーンや、その兄で当時の州首席大臣だったカーン・サヒーブ博士、そして神の奉仕党は、住民投票において、北西辺境州が単独で独立する、あるいは、アフガニスタンに帰属するという選択肢が用意されていないとして、投票のボイコットを呼びかけた。

## 歴史
宣言は、インド・パキスタン分離独立に7週間先立つ1947年6月21日に、神の奉仕党所属の州議会議員だったバチャ・カーンとアブドゥル・サマド・カーン・アチャクザイ、「イピ (Ipi) のファキル」と称されたミルザリ・カーン、その他の族長たちによって、イギリス領インド帝国の北西辺境州バンヌで開催されたロヤ・ジルガ（大会議）の席で採択された
この宣言は、イギリス領インド帝国領内のすべてのパシュトゥーン人の領域からなる独立国家をパシュトゥーン人に与えることを要求したが、これはインド帝国をインドとパキスタンに二分するというイギリスの計画からこの地域を除外することを意味していた。

## イギリス側の拒絶
イギリス領インド帝国は、この宣言の要求を考慮することを拒んだが、それは、1947年8月15日までにイギリス領インドを二つの自治領（ドミニオン）、インドとパキスタンに分割し、それ以上細分化された独立は与えないとしたインド独立法を1947年7月にイギリスの議会が可決したためであった。
インド独立法では、北西辺境州の帰属は住民投票によって決するとされていた。これは、1946年の州議会議員選挙と同じ有権者による投票で北西辺境州の将来を決めるという、いわゆる6月3日計画に沿ったものであった.。

## 1947年北西辺境州住民投票
1947年7月に北西辺境州でおこなわれた住民投票では、圧倒的多数がインドではなくパキスタンに帰属することに投票した。289,244票 (99.02%) がパキスタン帰属に投じられた。

## 関連文献
- 羽生勇作「「バンヌー宣言」とアフガン難民 ーパキスタンの安全保障におけるその意義ー」（PDF）『日本大学大学院総合社会情報研究科紀要』第20号、2019年、34-45頁。